# Велетень (футбольний клуб)
Футбольний клуб ТОВ «Велетень» Глухів — український аматорський футбольний клуб із Глухова Сумської області, заснований у 2000 році. Виступає у чемпіонаті та Кубку Сумської області. Домашні матчі приймає на стадіоні «Дружба» в Глухові.
У 2009 та 2015–2016 роках виступав під назвою «Спартак-Велетень».
У сезонах 2019/20 та 2020/21 брав участь у розіграші Кубка України серед аматорів.

## Досягнення
З 2012 року розпочала участь в районних турнірах дочірня команда «Велетень-2». Яка також виступала під назвою «Рассвєт-Велетень».
В футзальному сезоні 2018/19 чемпіонату області «Північний регіон», ФК «Велетень» зустрівся з другим своїм складом на стадії 1/4 фіналу.
| «Велетень»: - Чемпіонат Сумської області Переможець: 2021 Бронзовий призер (3): 2015, 2019, 2020 - Кубок Сумської області Володар (2): 2013, 2016 Фіналіст (2): 2021, 2023 - Суперкубок Сумської області Фіналіст (2): 2017, 2022, 2024 - Кубок області в підтримку ЗСУ Переможець: 2024 - Кубок області ім. Геннадія Свірського Володар: 2022 - Перша ліга чемпіонату Сумської області з футболу Переможець: 2012 Срібний призер: 2023 Бронзовий призер: 2009, 2011 - Чемпіонат області ФСТ «Колос» Переможець: 2010 - Кубок голови ОДА серед переможців районів Фіналіст: 2015 - Чемпіонат Глухівського району Переможець (6): 2001, 2002, 2004, 2005, 2008, 2010 Срібний призер: 2009 Бронзовий призер (2): 2006, 2007 - Чемпіонат області «Північний регіон» з футзалу Переможець: 2018/19 Срібний призер: 2016/17 | · «Велетень-2»: - Перша ліга чемпіонату Сумської області з футболу Срібний призер: 2021 - Чемпіонат Глухівського району Переможець (2): 2012, 2018 - Весняний кубок Глухівського району Переможець (6): 2014, 2015, 2016, 2017, 2018, 2021 |